# جی. مایکل پیرسون
جی. مایکل پیرسون (به انگلیسی: J. Michael Pearson) (زاده ۱۹۵۹) کارآفرین، بازرگان و مدیر ارشد اجرایی آمریکایی است، که در حال حاضر به‌عنوان مدیر عامل اجرایی و رییس هیئت مدیره شرکت والینت فعالیت می‌کند.